# Fót
Fót je město v Maďarsku v župě Pest, spadající pod okres Dunakeszi. Sousedí s městem Dunakeszi, které je součástí aglomerace Budapešti. V roce 2015 zde žilo 19 121 obyvatel, z nichž jsou 83,2 % Maďaři. Fót se nachází 17 km od severního okraje metropole. Fót sousedí s městy Dunakeszi, Gödöllő, Kerepes, Kistarcsa, Őrbottyán a Veresegyház. Poblíže města se též nachází obec Mogyoród.

## Historie

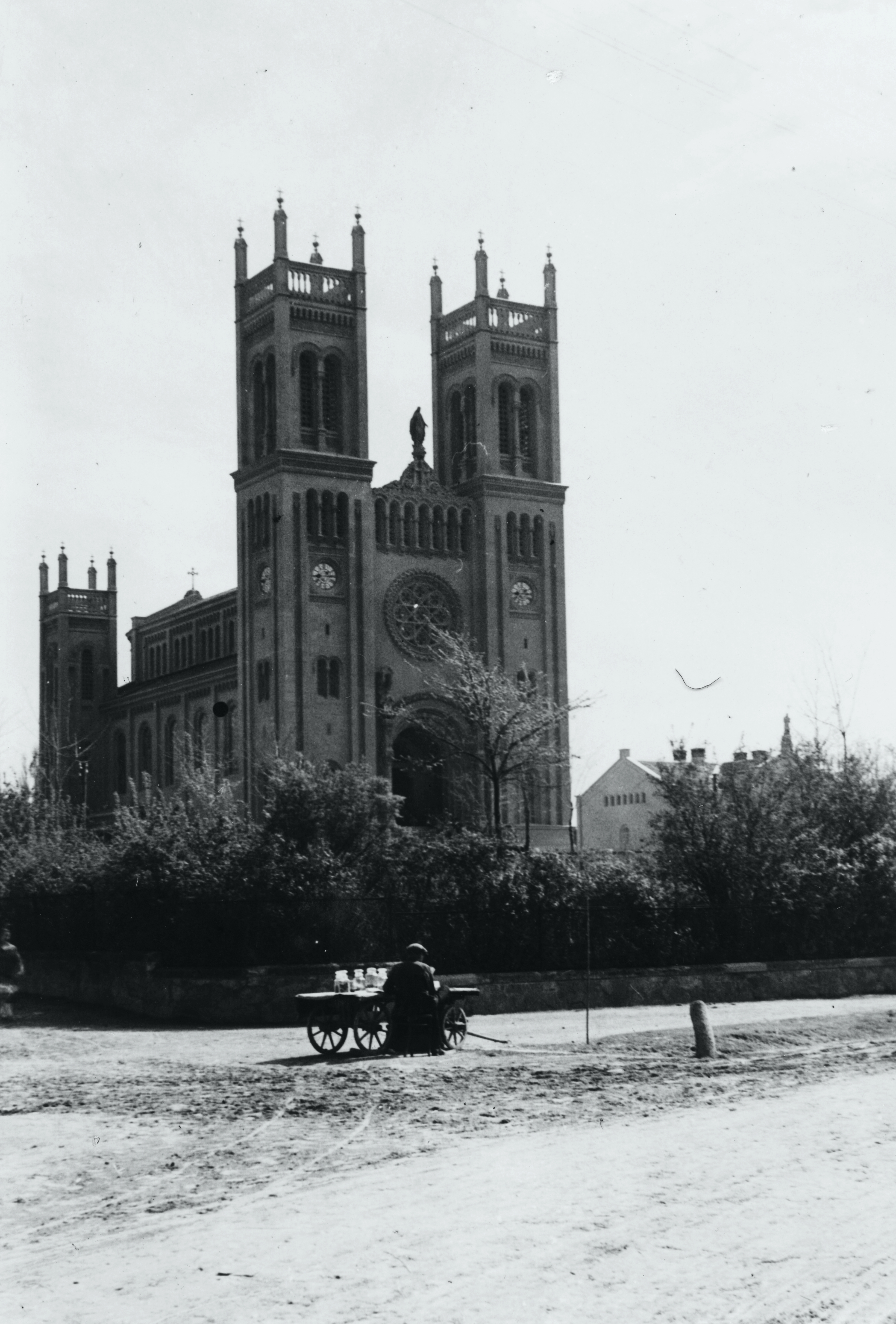
Místní katolický chrám v roce 1924.

Podle archeologických vykopávek byl Fót a jeho okolí nepřetržitě osídlen již od dob neolitu. Území města Fótu protíná také systém valů, takzvaný Csörszův příkop, vybudovaný Sarmaty v letech 324–337. Ve východní části osady bylo nalezeno pohřebiště z doby stěhování národů.
V dokumentu Varádi regestrum je trvalé osídlení uvedeno na tomto místě již roku 1219. Po celý středověk i po většinu období turecké okupace se zde udrželo souvislé osídlení. Teprve až v závěru konfliktu, kdy boje nabývaly na intenzitě, místní lidé Fót opustili. Navrátili se sem a obnovili sídlo hned po skončení války. 
Během Rákócziho povstání však byl Fót opět vylidněn, což se opět změnilo roku 1715. Nárůst počtu obyvatel byl zčásti výsledkem spontánního osídlení a zčásti organizovaného přesídlení. Do osady se stěhovaly především luteránské rodiny.
V roce 1727 ji tehdejší obec vlastnili László Ujfalussy a Samuel Bohus, později hrabě György Fekete, který se stal majitelem panství; po smrti jeho rodiny přešlo na rodinu Károlyiů. Zámek a park nechal ve 30. letech 19. století postavit hrabě István Károlyi a v letech 1845-1855 zde byl zbudován farní katolický kostel Neposkvrněného početí Panny Marie podle projektu Miklóse Ybla. Stav města mezi výstavbou obou dvou objektů zaznamenává druhé vojenské mapování, které také u Károlyho zámku zdokumentovalo rozsáhlou zahradu. 
V roce 1951 byl Kisalag připojen k Fótu. Místní autobusové nádraží bylo otevřeno roku 1987, v roce 2006 zde vznikly opravárenské dílny společnosti Volánbusz.
Status města získal Fót teprve až v 21. století. Jako jedno z mála měst vykazuje setrvalý růst počtu obyvatel, především díky suburbanizaci maďarské metropole Budapešti. Zástavbu města tvoří většinou nízké domy.
Diskutována zde byla také výstavba nové továrny na baterie, kterou měl postavit čínský investor. Místní obyvatelé v čele se starostou ale realizaci závodu odmítli.

## Obyvatelstvo
Počet obyvatel Fótu postupně roste, takže již v roce 2021 město přesáhlo metu dvaceti tisíc obyvatel. Při sčítání lidu v roce 2011 se 83,2 % obyvatel označilo dle národnosti za Maďary, 1,3 % za Romy, 0,7 % za Němce a 0,5 % za Rumuny (16,7 % se nepřihlásilo; kvůli dvojí identitě může být celkový počet vyšší až 100 %). 
Náboženské rozložení bylo následující: římští katolíci 26,6 %, reformovaní 13,4 %, luteráni 2,4 %, řeckokatolíci 0,9 %, bez vyznání 19,7 % (34,1 % se nepřihlásilo).

## Kultura
Mezi místní pamětihodnosti patří kostel Neposkvrněného početí s přilehlým parkem a několik dalších kostelů různých denominací (např. evangelický kostel). Kostel navrhl architekt Miklós Ybl. V přilehlém parku se nachází od roku 2023 obří nápis Fót.
Ze světských staveb zde vyniká Károlyiho zámek, který navrhl architekt Miklós Ybl. Budova zaujme svým neoklasicistním průčelím. 
Ve Fótu rovněž stojí pamětní dům Kálmán Némétha.
Nacházely se zde také lázně. Nedaleko od obce leží vršek Somlyó-hegy, kde žije velký počet motýlů. Západně od města potom leží přírodní rezervace s jezerem Tőzeg-tó.

## Školství
Ve Fótu stojí waldorfská škola.

## Doprava
U města se nachází kopec Fóti-Somlyó (288 m). Západně od města prochází dálnice M2 a jižně potom dálnice M3. 
Fótem také vede regionální železniční trať, která směřuje do města Veresegyház a poté dále do Vácu. Ve městě jsou tři nádraží: Fót, Fótújfalu (podle místní části) a Fótfürdő.

## Sport
Na západním okraji Fótu se nachází sportovní hřiště (např. tenisové kurty) a fotbalové hřiště.